# Jennifer Lescouët
Jennifer Lescouët, née le 22 août 1987 à Champigny-sur-Marne (Val-de-Marne), est une photographe française. Sourde depuis l'âge de huit ans, elle a orienté une partie de son œuvre autour de la surdité. Sa série photographique Les Mots du silence, entamée en 2015, a fait l'objet de nombreuses expositions et publications.

## Biographie
Jennifer Lescouët nait entendante dans une famille entendante. En 1995, à l'âge de huit ans, elle est victime d'un accident domestique : alors qu'elle joue sur un canapé-lit, celui-ci se referme violemment sur son dos puis sur sa nuque, la rendant sourde. À treize ans, elle reçoit un appareil photo, qui devient pour elle un moyen de communication : « la photographie m’a permis de ne plus m’ennuyer lors des réunions familiales. Je n’arrivais pas à suivre les conversations, alors je prenais des photographies. J’essayais de deviner de quoi on parlait en observant les mimiques des visages. »

### Les Mots du silence
En 2015, Jennifer Lescouët est en 3e année à l'école de photographie EFET. Pour son projet de fin d'études, elle doit réaliser une série photographique. Elle souhaite mettre en valeur la beauté gestuelle de la langue des signes française (LSF) et imagine une série de portraits, où chaque sujet "signe" un mot. Sa crainte est d'obtenir des photographies trop figées, à l'image de celles qui existent déjà. Son professeur lui propose alors une technique photographique jouant à la fois sur le temps de pose et sur le flash, afin d'obtenir un effet similaire à celui de l'action painting : sur les portraits, le visage est net mais les mains sont en mouvement, réalisant le geste dans sa totalité.
Une première série de douze images en noir et blanc est produite. Les sujets sont des personnes entendantes ou sourdes, comme Levent Beskardes, Arnaud Balard et Patrick Belissen, hommes ou femmes, jeunes ou âgées. Elles sont photographiées habillées en noir sur fond noir, pour que les mains ressortent mieux. Le mot qu'elles signent est choisi essentiellement pour sa beauté gestuelle.

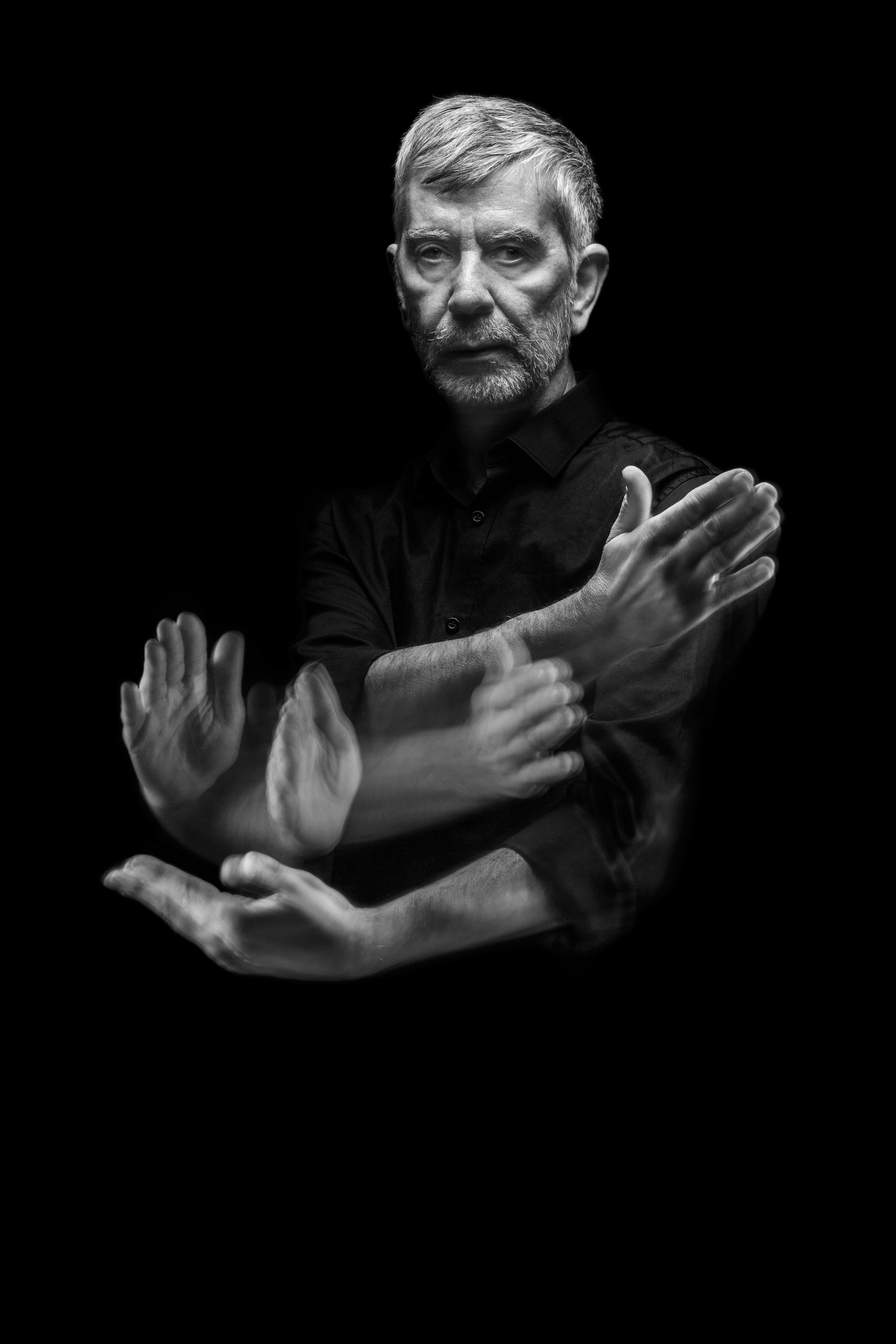
L'acteur sourd Levent Beskardes signe le mot "poème" pour la série photographique Les Mots du silence, de Jennifer Lescouët.

Depuis, la série s'est enrichie et compte désormais une trentaine de clichés. Utilisée comme moyen de faire changer le regard des spectateurs sur le handicap, elle a fait l'objet de multiples expositions en France, d'un ouvrage rédigé par Eve Allem intitulé Signence,, et a été primée à de multiples reprises.
En 2018, Jennifer Lescouët réalise les photographies du livre Inouïes, portraits de femmes sourdes. Les clichés, en couleur cette fois, sont les portraits des trente-huit femmes sourdes, parmi lesquelles Emmanuelle Laborit et Marie-Thérèse L'Huillier, qui racontent leur parcours.
En 2023, elle installe son studio photographique à Jonzac et présente l'année suivante son travail au Cloître des Carmes, à l'occasion d'une exposition intitulée Les Mots du silence.
En mai 2024, l'émission L'Œil et la Main de France 5 consacre un épisode au parcours et au travail de Jennifer Lescouët. 
En mars 2025, elle est lauréate du concours Portraitiste de France. Organisé par la Fédération française de la photographie et de métiers de l'image depuis 1991, ce concours biennal consiste à présenter à un jury une série de douze portraits sur des sujets définis : femme enceinte, enfant de moins de six ans, couple de mariés en extérieur... 

## Expositions
- ZBELL, festival pluridisciplinaire adapté aux sourds et malentendants, Paris, mai 2016[14]
- Château Lamazière, Cormeilles-en-Parisis, septembre 2016[15]
- Festival des déglingués, Bourges, octobre 2016[16]
- Bibliothèque Fessart, Paris, novembre 2016[17]
- Café Signes, Paris, mars 2017
- Festival Week-end en Sourd'IN, Espace Magnan, Nice, mai 2017[4]
- Bibliothèque André Malraux, Paris, novembre 2017
- Bibliothèque de Douai, mai-juin 2018
- Projet « Vivre ensemble nos différences », Centre Paris Anim’ Mercœur, juin 2018
- Festival Imago, Art et Handicap, octobre 2018[18]
- Salle Van Dongen, Chanteloup-en-Brie, octobre 2018
- Médiathèque de Cosne-sur-Loire, mars 2019
- Inouïes, à la bibliothèque Louise Walser-Gaillard, Paris, septembre 2020[8]
- Les Mots du silence, au Cloître des Carmes, Jonzac, avril 2024[10]

## Distinctions
- 2025 : Concours Portraitiste de France, lauréate[12]

- 2016 : Concours de photos de l'IFIC, lauréate[19]
- 2016 : Canson Art School Awards, finaliste [20]
- 2016 : Concours Réponses Photo, thème libre noir et blanc, lauréate, avril 2016[21]
- 2015 : Grand Prix Photographique, finaliste féminin[22]